# اندج
اندج، روستایی از توابع بخش رودبارالموت شهرستان قزوین در استان قزوین ایران است.

## پیشینه تاریخی روستای اندج
در روستای اندج، آثاری مربوط به هزاره دوم پیش از میلاد کشف شده است. این اکتشاف‌ها، از وجود انسان در این ناحیه مرتفع در هزاره‌های کهن حکایت می‌کند.
به گزارش روزنامه همشهری(۱۰ آبان ۱۳۸۵)، آنگونه که  مسئول کاوش‌های دره اندج، به خبرگزاری “ایلناً گفته است: «از ابتدای مهرماه سال ۱۳۸۵ بررسی‌هایی در این منطقه تاریخی در محدوده‌ای به وسعت ۱۵ کیلومتر صورت گرفته است. در این بررسی‌ها که هیاتی ۱۲ نفره از کارشناسان مرمت و استخوان‌شناسی و عکاسان شرکت داشته‌اند، مناطق کوهستانی کوچنان، دک، اندج، کندان سر و ملا کلایه را مورد مطالعه قرار داده‌اند.»
در این روستا ها گورهایی متعلق به هزاره‌های اول و دوم پیش از میلاد نیز یافت شد. این گورها به طرز بسیار زیبایی ساخته شده و جای بسی تعجب است که چنین سنگ‌های عظیمی با چه وسایلی در آن زمان در این گورها جای گرفته‌اند. این گورها به گونه ای طراحی شده که آب در آن نمی‌ماند و آب جمع شده به داخل آنها از طریق لوله‌های سفالی به قسمت بیرون از گور سرریز می‌شود تا باعث فساد جسد و اشیای داخل آن نشود. سفال‌های کشف شده در این گورها، بسیار حرفه‌ای و ظریف ساخته شده‌اند. این سفال‌ها با نمونه‌های کشف شده در سیلک کاشان شبیه هستند و این موضوع قابل تأمل است. [۱]
طبق اسناد و کتاب‌های تاریخی این منطقه از مناطق مهم حکومتی، نظامی، تسلیحاتی در زمان اسماعیلیان الموت بوده و به علت نزدیکی به قلعه الموت و قلعه شمس کلایه و صعب العبور بودن آن مانند دژی نظامی تلقی می‌شده است.

## مطالعات قوم شناختی و جمعیت
اهالی این روستا از چند طایفه به نام‌های مظفری، نوری، عسگری، علیخانی، زارعی تشکیل شده‌اند. 
مردم این روستا دارای فرهنگ غنی ایرانی هستند با جشن‌ها و سنت‌های مخصوص به خود همچون جشن فندق، جشن چیدن گیلاس و گردو، شب چله وغیره.
زبان مردم روستای اندج به گویش مازندرانی نزدیک است.
دسته‌های عزاداری سالار شهیدان کربلا در در ماه محرم، به روستاهای همجوار یعنی کوچنان و دِک هم می‌روند و متقابلاً از سوگواران روستاهای اطراف استقبال می‌کنند. در روز عاشورا، مراسم با آتش زدن خیمه‌های نمادین حضرت اباعبدالله (ع) بر مظلومیت حسین (ع) اشک می‌ریزند و در غروب عاشورا برای آن بزرگوار مراسم شام غریبان برگزار می‌کنند.
این روستا امامزاده محمود را در خود جای داده است
این روستا در دهستان الموت بالا قرار دارد و براساس سرشماری مرکز آمار ایران در سال ۱۳۸۵، جمعیت آن ۱۷۹ نفر (۶۱خانوار) بوده‌است.

## دیدنی‌های روستای اندج
روستای اندج یکی از روستاهای هدف گردشگری استان قزوین می باشد. روستای اندج از دو طرف با رودخانه احاطه شده‌است  و صخره‌های بسیار زیبایی در دو طرف آن قرار دارد. در یکی از صخره‌ها خانه‌ای با ابعاد کامل در دل سنگ تراشیده شده‌است که به نظر می‌رسد در گذشته با زمین فاصله کمتری داشته‌است اما امروزه به دلیل فرسایش خاک بدون نردبان و امکانات لازم نمی توان وارد آن شد.
محلات روستای اندج عبارتند از: 
استرو - جور محل - جیر محل - پشکستان - طلا پی - کلا - امامزاده - نونیا